# Économie du Sri Lanka
En 1977, Colombo abandonne sa politique économique étatiste pour une politique économique orientée vers le marché et un commerce orienté vers l'exportation.
Les secteurs les plus dynamiques de l'économie du Sri Lanka sont maintenant les industries alimentaire, textile et d'habillement, les télécommunications, les assurances et le secteur bancaire.
En 2003, les productions agricoles constituaient seulement 15 % des exportations (comparé au 93 % de 1970), tandis que textiles et vêtements représentaient 63 %. Le PIB s'est développé à un taux annuel moyen de 5,5 % au début des années 1990 jusqu'à ce qu'une période de sécheresse et de détérioration de la sécurité baisse la croissance à 3,8 % de 1996.
L'économie a rebondi dans les années 1997-2000 avec une croissance moyenne de 5,3 %, mais en 2001 le pays a connu sa première crise, avec une croissance à - 1,4 %, due à une combinaison de facteurs, outre le ralentissement global, énergie insuffisante, problèmes budgétaires graves, problèmes politiques internes. Cependant, la croissance est remontée à 4,0 % en 2002 et 5,2 % en 2003.
Quelque 800 000 Sri-lankais travaillent à l'étranger, dont 90 % dans le Moyen-Orient, et envoient à leur pays environ 1 milliard de dollars par an.
La lutte des Tigres de libération de l'Eelam tamoul au nord et à l'est pour l'autonomie d'un territoire tamoul a pesé pendant près de trente ans sur le développement de l'économie sri-lankaise. Cette guerre s'est terminée le 19 mai 2009.

## Histoire économique

### Révolution verte
Depuis les premiers jours de la révolution verte dans les années 1960, le Sri Lanka a subventionné les agriculteurs pour qu'ils utilisent des engrais synthétiques. Les résultats au Sri Lanka, comme dans une grande partie de l'Asie du Sud, ont été  spectaculaires : les rendements du riz et d'autres cultures ont plus que doublé. Frappé par de graves pénuries alimentaires aussi récemment que dans les années 1970, le pays atteint la sécurité alimentaire tandis que les exportations de thé et de caoutchouc sont devenues des sources essentielles d'exportations et de réserves de change. L'augmentation de la productivité agricole a permis une urbanisation généralisée, et une grande partie de la main-d'œuvre du pays est passée à l'économie salariale formelle.

### Impact de la guerre civile et suites
Le Sri Lanka a commencé à s'éloigner d'une politique économique jusqu'alors socialiste en 1977. Depuis, le gouvernement a dérégulé, privatisé et ouvert l'économie nationale à la concurrence internationale. Vingt-cinq ans de guerre civile ont ralenti la croissance  économique, la diversification et la libéralisation, et la montée du parti marxiste Janatha Vimukthi Peramuna (JVP) (Front populaire de libération), particulièrement à la fin des années 1980, a également provoqué des bouleversements de grande ampleur.
Le gouvernement de Mahinda Rajapakse a suspendu le processus de privatisation et a fondé plusieurs nouvelles entreprises. Le Sri Lanka a un IDH relativement haut, avec un taux d'alphabétisation élevé (90 %), résultat d'une politique favorisant le développement de l'éducation et du système de santé. L'IDH du Sri Lanka et son taux d'alphabétisation figurent parmi les plus hauts de l'Asie du Sud, et la mortalité infantile est très basse. Le Sri Lanka possède 555 hôpitaux publics.
Après la répression de l'insurrection du JVP, des réformes économiques favorisant la privatisation ont été mises en place, qui mettent l'accent sur une croissance orientée vers l'exportation ; ces réformes ont permis d'améliorer les indicateurs économiques du pays, la croissance du PIB s'élevant à 7 % en 1993.
La croissance économique a été inégale durant les années suivantes à cause de la multitude de défis quant à l'économie intérieure et extérieure et à la politique que le pays a dû relever. La croissance annuelle du PIB a été en moyenne de 5,2 % entre 1991 et 2000. Cependant, la croissance a été négative en 2001 : ce fut la première contraction de l'économie depuis l'indépendance du pays. L'économie a en effet été frappée par une série de problèmes économiques et par des attaques terroristes (au Sri Lanka mais aussi sur le territoire des États-Unis). Ces crises ont mis au jour les failles fondamentales de la politique du pays et les déséquilibres structurels de l'économie et donc les besoins de réformes. L'année 2001 s'est clôturée par des élections parlementaires en décembre, qui se sont soldées par la victoire d'un parti favorable au capitalisme au parlement, alors que le Sri Lanka Freedom Party, favorable au socialisme, a conservé la présidence.
Le gouvernement du premier ministre Ranil Wickremasinghe, membre du United National Party, a indiqué avoir pour objectif la mise en place de réformes économiques et sociales d'envergure, qui passent notamment par la dérégulation et le développement du secteur privé. En 2002, l'économie a montré les signes d'un rétablissement progressif. Les premiers effets positifs de la paix récemment rétablie se sont fait sentir dans l'économie : le Sri Lanka a pu réduire les dépenses militaires et commencer à se concentrer sur la réduction de l'énorme dette publique du pays. De plus, l'économie a pu bénéficier de taux d'intérêt en baisse, d'un rétablissement de la demande intérieure, d'un accroissement du nombre de touristes étrangers, d'un marché boursier plus actif et d'investissements directs à l'étranger (IDE) en hausse.
En 2002, la croissance économique a atteint 4 %, soutenue par une forte croissance du secteur tertiaire mais aussi par un rétablissement partiel de l'agriculture. Les flux entrants d'IDE se sont élevés à 246 millions de dollars en 2002. Le secteur qui a accueilli la plus grande partie de ces IDE a été le secteur tertiaire. L'aide du FMI, à travers son programme d'aide aux pays en difficulté financière à la suite d'une crise, le IMF Stand-By Arrangement, a été apportée au Sri Lanka. Ces mesures, accompagnées du rétablissement de la paix dans le pays, ont aidé à restaurer la confiance des investisseurs et à créer les conditions requises pour que le gouvernement s'engage dans des réformes économiques et fiscales de grande ampleur et se mette à la recherche de donations pour une réduction de la pauvreté et une stratégie de croissance adaptée.
La reprise de la guerre civile en 2005 a mené à une nette augmentation des dépenses militaires. L'accroissement des violences et des situations de non-droit a également poussé certains donateurs à couper les aides jusqu'ici prodiguées au Sri Lanka. Le pays a également atteint un déficit de 9,2 %, et la banque centrale n'est pas intervenue depuis 2006 pour émettre plus de monnaie. La montée des prix du pétrole et les retombées économiques de la guerre civile ont mené à une inflation atteignant 20 %. Cependant, avec la fin de la guerre civile en mai 2009, la croissance a repris avec un taux de 8 % en 2010.
Dans les années 2020, le Sri Lanka connait une  importante crise économique qui se transforme en la crise politique de 2022.
En 2023, la Chine accepte de restructurer la dette du pays ce qui permet au FMI de débloquer une aide de 2,9 milliards de dollars.

### Vers l'agriculture biologique
En 2016, est formé, à la demande de Gotabaya Rajapaksa, futur président de la République , un nouveau mouvement de la société civile appelé Viyathmaga. Ce mouvement a permis à Rajapaksa de se faire connaître en tant que candidat aux élections et a facilité la création de sa plate-forme électorale. Dans le programme du mouvement intitulé Vistas of Prosperity and Splendour se trouve notamment la promesse de faire passer la nation à une agriculture entièrement biologique dans le délai d'une décennie. Malgré les prétentions de Viyathmaga à l'expertise technocratique, la plupart des principaux experts agricoles du Sri Lanka ont été tenus à l'écart de l'élaboration de la section agricole de la plate-forme, qui comprenait des promesses d'éliminer progressivement les engrais synthétiques, de développer 2 millions de jardins potagers biologiques pour aider à nourrir la population du pays et de transformer les forêts et les zones humides du pays vers la production de biofertilisant.
Fin avril 2021, après avoir été élu président, Gotabaya Rajapaksa annonce que le Sri Lanka serait le premier pays du monde à devenir à 100 % producteur d'aliments biologiques. Il interdit aussitôt l'importation de tous les produits chimiques phytosanitaires destinés à l'agriculture. Le résultat est brutal et rapide. Contrairement aux affirmations selon lesquelles les méthodes biologiques peuvent produire des rendements comparables à l'agriculture conventionnelle, la production nationale de riz a chuté de 20 % au cours des six premiers mois seulement. Le Sri Lanka, longtemps autosuffisant en production de riz, est contraint d'importer pour 450 millions de dollars de riz alors même que les prix intérieurs de cet aliment de base du régime alimentaire national ont bondi d'environ 50 %. L'interdiction a également dévasté la récolte de thé du pays, sa principale exportation et source de devises. 
Six mois plus tard, il doit faire machine arrière, en annonçant la levée de l'interdiction de tous les produits agrochimiques Confronté à des manifestations de colère, à une inflation galopante et à l'effondrement de la monnaie sri-lankaise, le gouvernement suspend finalement la politique, en février 2022, pour plusieurs cultures clés, dont le thé, le caoutchouc et la noix de coco, bien qu'elle se poursuive pour d'autres,.

## Syndicats et travailleurs
Plus de 20 % de la main-d'œuvre sri lankaise (6,1 millions de personnes), sans compter le Nord et l'Est, est syndiquée. Le taux de syndicalisation est en baisse. Plus de 1 650 syndicats sont enregistrés au Sri Lanka, mais nombre d'entre eux comptent moins de 50 membres ; ils sont réunis dans 19 fédérations différentes. Beaucoup de ces syndicats sont affiliés à un parti ou à un courant politique. Le Ceylon Workers Congress (CWC) et Lanka Jathika Estate Workers Union sont les deux plus grands syndicats dans le domaine (largement syndiqué) des plantations. Le président du CWC est également Minister of Livestock Development and Estate Infrastructure, ce qui montre l'implication politique des syndicats dans le pays. Parmi les syndicats les plus puissants et les plus influents figurent la Ceylon Mercantile Union, Sri Lanka Nidhahas Sevaka Sangamaya, Jathika Sevaka Sangayama, la Ceylon Federation of Trade Unions, la Ceylon Bank Employees Union, l'Union of Post and Telecommunication Officers, la Conference of Public Sector Independent Trade Unions et l'Inter-Company Trade Union qui est politiquement liée au JVP.
Durant les dernières années, le taux de chômage a décliné et stagne maintenant autour de 4-5 %. Cependant, le taux de chômage parmi les diplômés des lycées et de l'éducation supérieure reste proportionnellement plus haut que chez les travailleurs non qualifiés. Le gouvernement s'est lancé dans des réformes de l'éducation dans l'espoir qu'elles mèneront à une meilleure préparation des étudiants, notamment professionnelle, de telle sorte que le fossé entre les employeurs et les diplômés se réduise. De plus, il a également lancé un programme qui vise à fournir aux jeunes chômeurs les compétences nécessaires pour trouver un emploi.

## PIB et valeur de la roupie sri lankaise
Ce tableau montre l'évolution du PIB du Sri Lanka (en millions de roupies sri lankaises, aux prix du marché) et la parité de la roupie sri lankaise en dollars.
| Année | Produit intérieur brut | Taux de conversion dollar / roupie sri lankaise |
| ----- | ---------------------- | ----------------------------------------------- |
| 1980  | 66 167                 | 16,53                                           |
| 1985  | 162 375                | 27,20                                           |
| 1990  | 321 784                | 40,06                                           |
| 1995  | 667 772                | 51,25                                           |
| 2000  | 1 257 637              | 77,00                                           |
| 2005  | 2 363 669              | 100,52                                          |

## Institutions financières
La Banque centrale du Sri Lanka a été fondée en 1950. Elle est responsable de la politique monétaire du pays et supervise le système financier du pays. Le Colombo Stock Exchange (en) est la principale place boursière du Sri Lanka, et l'une des plus modernes de l'Asie du Sud, puisqu'elle est dotée d'une plate-forme d'échange entièrement automatisée. Le but du CSE est de contribuer à la prospérité du pays en créant de la valeur à travers l'échange de valeurs mobilières. Le siège du CSE est installé dans les tours World Trade Center à Colombo depuis 1995 et possède également des filiales partout dans le pays, à Kandy, Matara, Kurunegala, Negombo et Jaffna. En 2009, après la fin de la guerre civile (qui a duré un total de trente ans), le CSE était la place boursière la plus performante au monde.

## Infrastructure économique et ressources

### Routes et transports
La plupart des grandes et petites villes du Sri Lanka sont reliées entre elles par l'opérateur public de chemin de fer, Sri Lanka Railways. L'agence publique responsable des autobus sur toute l'île est le Sri Lanka Transport Board. Les trains sont très bien entretenus, et les deux opérateurs publics emploient des ingénieurs hautement qualifiés et expérimentés, originaire du Sri Lanka. Les accidents de train ont été moins nombreux au Sri Lanka que dans de nombreux autres pays en développement, et les trains sont plutôt ponctuels.
Le Sri Lanka cumule plus de 11 000 kilomètres de routes, dont une vaste majorité est pavée. le gouvernement a lancé plusieurs projets autoroutiers pour améliorer et fluidifier le système de transport, qui doivent relier Colombo à Katunayake, Kandy ou Padeniya ; un boulevard périphérique autour de Colombo est également en projet, et doit servir à réduire les embouteillages, fréquents et importants. La Road Development Authority, financée par le gouvernement, a été impliquée dans plusieurs projets à grande échelle qui avaient pour objectif d'améliorer le réseau routier de l'île. Les centres commerciaux et économiques du pays (c'est-à-dire les capitales des 9 provinces) sont connectées par des routes de classe A, qui bénéficient d'un marquage et d'une organisation de qualité. Des routes de classe B, également de bonne qualité, relient entre elles les plus petites villes à l'intérieur des provinces.

### Énergie
La politique énergétique est contrôlée par le Ministre de l'énergie, et la production et la distribution sont assurés par le Ceylon Electricity Board. La principale source d'électricité est l'hydroélectricité, principalement dans la province centrale. Le gouvernement ainsi que de nombreuses associations luttant pour la protection de l'environnement se sont focalisés sur le développement des énergies renouvelables ; le gouvernement mène actuellement des réformes qui visent à mettre en place des normes environnementales plus strictes, tant pour le secteur privé que pour le secteur public.

## Secteurs économiques

### Tourisme
Le tourisme est l'une des principales industries du Sri Lanka ; il se concentre autour des célèbres plages sur les îles au sud et à l'est du pays, des sites historiques de l'intérieur et des stations touristiques situées dans les régions montagneuses du pays. Les pierres précieuses telles que les rubis et les saphirs qui sont fréquemment trouvés et minés dans la région autour de Ratnapura constituent une attraction touristique majeure. Cependant, le séisme du 26 décembre 2004 dans l'océan Indien et la guerre civile qui a duré jusqu'en 2009 ont réduit les flux touristiques entrants. Le nombre de touristes a commencé à augmenter en 2008 (avec une croissance de 8,6 % cette année-là).
Le secteur touristique représente près de la moitié des devises du pays en 2019. Il est fortement touché par la pandémie de Covid-19.

### Industrie du thé

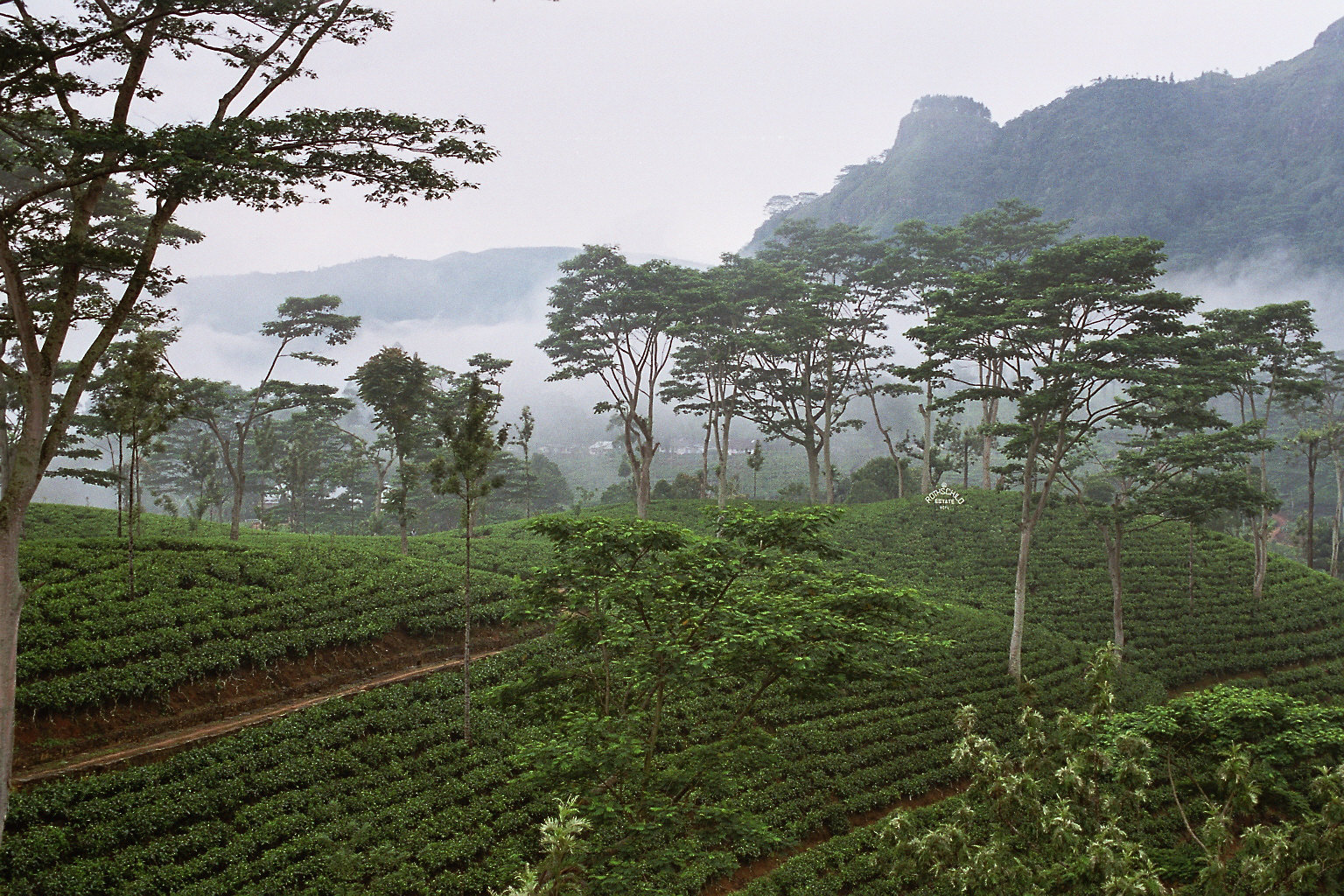
Une plantation de thé au centre du Sri Lanka

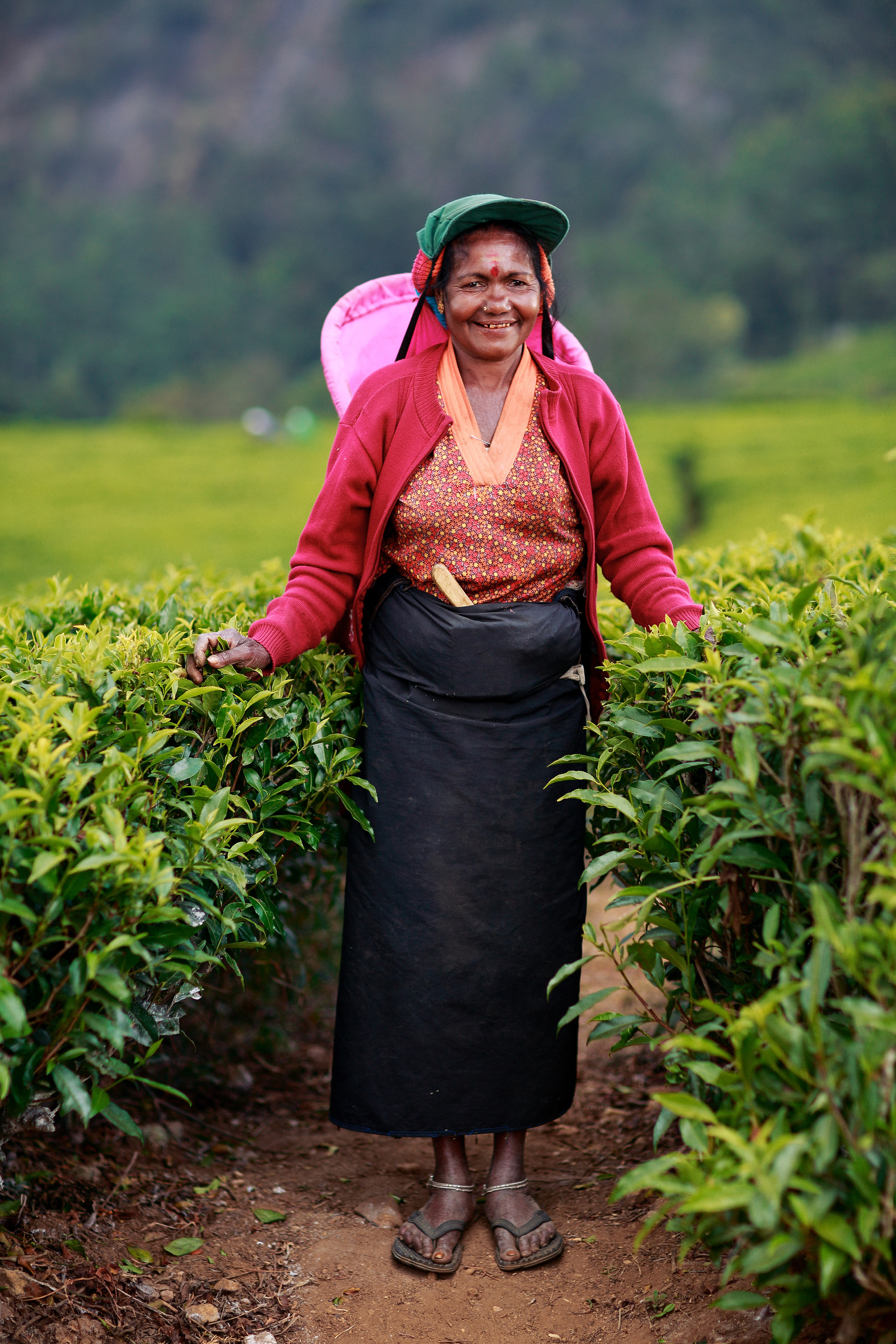
Ouvrière agricole dans une plantation de thé au Sri Lanka. Des générations entières de personnes y travaillent dans des conditions difficiles, sous la pluie et la chaleur. En règle générale, les travailleurs ont toujours reçu des salaires bien inférieurs à la moyenne nationale. Ce sont souvent des Tamouls, les plus pauvres, amenés au Sri Lanka depuis le sud de l'Inde par les colons britanniques au 19e siècle. Des dizaines de milliers de familles ont été recrutées et amenées au Sri Lanka pour travailler dans les plantations de thé. Les manifestations et les protestations ne sont pas rares. Le salaire mensuel moyen est inférieur à 45 dollars. Les conditions sont bonnes dans les grandes plantations bien connues, mais la superficie totale de 250 000 hectares ne permet pas à l'État de fournir à tous les travailleurs une rémunération raisonnable pour leur travail. Avril 2019.

L'industrie du thé, qui est placée sous le contrôle du ministère de la gestion des biens publics et du développement, est l'une des principales industries du Sri Lanka. Le pays est devenu le premier exportateur mondial en 1995, avec une part de 23 % du marché global, plus que les 22 % kényans. Les hauts plateaux du centre de l'île conservent une température assez basse tout au long de l'année ; l'hygrométrie et les précipitations y atteignent un niveau idéal pour la culture du thé. La culture du thé a été introduite dans le pays en 1867 par James Taylor, un planteur britannique.
Récemment, le Sri Lanka est devenu l'un des pays à exporter du thé issu du commerce équitable en direction du Royaume-Uni et d'autres pays. Ce nouveau type de commerce a en partie pour but de réduire la pauvreté rurale.

### Industrie textile
L'industrie textile srilankaise exporte principalement à destination des États-Unis et de l'Europe. L'Europe importe de plus en plus de textile du Sri Lanka. Le Sri Lanka comporte environ 900 usines, sous-traitent pour des entreprises telles que Victoria's Secret, Liz Claiborne ou Tommy Hilfiger.

### Agriculture
Le secteur agricole du pays produit principalement du riz, des noix de coco et des céréales, principalement pour la consommation intérieure et occasionnellement pour l'export. L'industrie du thé n'est pas considérée comme faisant partie du secteur agricole, car elle est principalement destinée à l'exportation.

## Relations économiques
Les États-Unis représentent le principal marché pour les exportations du Sri Lanka : il est évalué à 1,8 milliard de dollars en 2002, soit 38 % des exportations totales. Durant de nombreuses années, les États-Unis ont représenté le plus gros marché pour les vêtements fabriqués au Sri Lanka (plus de 63 %). L'Inde est le plus gros fournisseur du Sri Lanka (835 millions). Le Japon était auparavant le plus gros fournisseur du Sri Lanka mais n'était plus que quatrième en 2002. Parmi les autres fournisseurs, on retrouve Hong Kong, Singapour, Taïwan et la Corée du Sud.
Un nouveau port est en cours de construction à Hambantota au Sud du Sri Lanka, financé par la Chine (cette aide représente une partie de celles accordées par la Chine au Sri Lanka). Cette construction devrait amoindrir la congestion des ports sri lankais, particulièrement de Colombo. En 2009, 4456 navires ont transité par les ports du pays.

### Note du crédit et emprunts du Sri Lanka
Le Sri Lanka a demandé une notation de la part des agences de notations dans le but d'obtenir des prêts en 2005, après l'élection de Mahinda Rajapakse comme président. Standard & Poor's ont noté le pays « B+ », ce qui correspond à highly speculative (très spéculatif), et Fitch « BB- ». Selon S&P, l'économie srilankaise est asphyxiée par des subventions accordées trop largement et facilement, un secteur public saturé et des transferts à fonds perdus vers des entreprises du secteur public non rentables. L'agence estime que la dette publique a atteint 95 % du PIB, ce qui est plus que les estimations de la CIA qui l'estime à 89 % du PIB. À la mi-2007, le Sri Lanka a cherché à emprunter 500 millions de dollars des marchés internationaux pour endiguer la détérioration des termes de l'échange et réduire la pression sur le remboursement de la dette intérieure. Le chef du parti d'opposition UNP, Ranil Wickremasinghe, a averti qu'un emprunt aussi lourd était intenable et que, s'il venait à être élu, il ferait en sorte que le Sri Lanka ne le rembourse pas.

### Assistance étrangère
Le Sri Lanka est hautement dépendant de l'aide étrangère ; plusieurs projets ont été lancés en 2003. Les plus importants d'entre eux sont le résultat d'une conférence sur l'aide au Sri Lanka tenue en juin 2003 à Tokyo ; les promesses de don, qui proviennent du FMI, de la Banque mondiale, de la Banque asiatique de développement, du Japon, de l'Union européenne et des États-Unis, se montent à 4,5 milliards de dollars.